# Android Go
Android Go, официально Android (Go Edition) —  урезанная версия дистрибутива Android, предназначенная для бюджетных и сверхбюджетных смартфонов. Впервые был доступен для версии Android Oreo. Android Go предназначен для смартфонов с 2 ГБ ОЗУ или меньше. Эта версия оптимизирована с тем, чтобы использовать меньше мобильных данных (режим экономии трафика включён по умолчанию), и специальный набор сервисов Google, предназначенный для меньшего потребления ресурсов и сети. Сервисы Google Play также были разделены на модули, чтобы уменьшить объём памяти. В магазине Google Play также выделяются облегчённые версии приложений. Некоторые из них, такие, как YouTube Go были закрыты. 
Интерфейс Go также изменён: панель быстрых настроек дает больше информации о состоянии батареи, лимите мобильных данных и доступном хранилище; меню последних приложений ограничено 4 приложениями для уменьшения потребления ОЗУ, есть API, позволяющее операторам мобильной связи осуществлять отслеживание данных и пополнение счета в меню настроек Android.
Большинство устройств под управлением Android Go используют стандартный (стоковый) графический интерфейс Android от Google, хотя есть несколько производителей, которые используют свой.
Одной из важных отличительных особенностей Android Go является невозможность создания нескольких пользователей на устройстве.

## Версии
Android Go доступен OEM-производителям с версии Android 8.1.
| Версия | Кодовое имя      | Дата выпуска         |
| ------ | ---------------- | -------------------- |
| 8.1    | Oreo             | 5 Декабря, 2017      |
| 9      | Pie              | 15 Августа, 2018     |
| 10     | Queen Cake       | 25 Сентября, 2019    |
| 11     | Red Velvet Cake  | 10 Сентября, 2020    |
| 12     | Snow Cone        | 14 Декабря 2021 года |
| 13     | Tiramisu         | 19 Октября 2022 года |
| 14     | Upside Down Cake | 15 Декабря 2023 года |

## Особенности версий
В Android Go 8 нет встроенной возможности транслировать экран устройства на Wi-Fi дисплей. Хотя сама возможность отображать экран доступна через приложения, если они это поддерживают (например YouTube), недоступно отображение на Wi-fi дисплее экрана системы.
В Android Go 10 (и более ранних) недоступны жесты — только классическое управление тремя кнопками, кроме того нет возможности добавлять ярлыки из Google Chrome на рабочий стол.
В Android Go 11 (и более поздних) жесты стали доступны, но все еще нет возможности добавлять ярлыки из Google Chrome на рабочий стол.